# Жилов, Дмитрий Степанович
Дмитрий Степанович Жилов (8 [20] октября 1891, Базарный Карабулак, Саратовская губерния — 7 января 1959, Москва) — советский скульптор, живописец и биолог. Автор памятника Ивану Мичурину на ВДНХ.

## Биография
Дмитрий Жилов родился 8 (20) октября 1891 года в селе Базарный Карабулак Саратовской губернии (ныне в Саратовской области) в крестьянской семье. Окончил начальную двухлетнюю школу. В 1910—1911 годах учился в Вольской учительской семинарии. В 1911 году поступил в Казанскую художественную школу. Первые два года обучения получал стипендию от земства, а затем зарабатывал на учёбу, работая преподавателем рисования в училище для глухонемых и давая частные уроки. Преподавателями Жилова в художественной школе были Н. И. Фешин (живопись) и В. С. Богатырёв (скульптура). Ещё во время учёбы он принимал участие в художественных выставках в Казани, совместно с П. П. Беньковым занимался оформлением театральных постановок. Его студенческие скульптурные работы были преимущественно портретами: художника В. Попова (гипс, 1915), художника Сташиса, М. Першина (1915). Окончил Казанскую художественную школу в 1916 году по отделениям скульптуры и живописи и вскоре был призван в армию.
Демобилизовавшись в 1918 году, стал работать преподавателем в школе 2-й ступени, был заведующим подотделом искусств Базарно-Карбулакского отделения союза Работников просвещения. Решив сменить профессиональную деятельность, в 1923 году поступил на агрономический факультет Саратовского сельскохозяйственного института, который окончил в 1927 году. Работал агрономом, преподавал в техникуме. В 1929 году вступил в КПСС. В 1931—1933 годах учился в аспирантуре Всесоюзного института животноводства. В 1936 году защитил диссертацию на соискание учёной степени кандидата биологических наук. В 1933—1938 годах работал старшим научным сотрудником Всесоюзного института животноводства. Изучал функцию поджелудочной железы у крупного рогатого скота.
В 1938 году по рекомендации академика Н. В. Цицина был переведён на ВСХВ методистом павильона «Животноводство». С этого момента началось возвращение Дмитрия Жилова к творческой деятельности. Совместно с Б. И. Урманче он выполнил проект барельефа для фасада павильона «Животноводство». Другими его работами стали барельеф «Чарльз Дарвин» для Музея Всесоюзного института животноводства (1938) и барельеф «С. М. Киров» для павильона «Механизации» на ВСХВ (1939). Ряд творческих работ Жилова экспонировались на ВСХВ в 1939—1941 годах.
После начала Великой Отечественной войны был направлен Наркомом земледелия СССР в прифронтовую полосу в качестве уполномоченного по эвакуации скота из Крыма и Северного Кавказа. Принимал участие в боевых действиях. С конца 1944 года снова работал скульптором на ВСХВ. Занимался проведением реставрационных работ и скульптурным оформлением павильонов. В 1948 году по рекомендации скульпторов С. Д. Меркурова, В. И. Мухиной и директора ВСХВ академика Н. В. Цицина он был принят членом МОСХа. В 1949 году начал работу над образом И. В. Мичурина для ВСХВ и Ботанического сада Москвы. В 1954 году памятник И. В. Мичурину, выполненный Д. С. Жиловым совместно с архитектором В. А. Артамоновым, был установлен в Мичуринском саду ВСХВ. 28 июня 1955 года перед павильоном «Сахарная свекла» на ВСХВ был торжественно открыт бюст колхознице А. Д. Кошевой работы Д. С. Жилова и А. В. Пекарева. В 1955 году выполнил гипсовые барельефы М. И. Сеченова и В. И. Ленина. Автопортрет Д. С. Жилова, выполненный из дерева в 1953 году, экспонировался на Всесоюзной юбилейной художественной выставке 1957 года в Манеже. Его последняя работа, памятник «Покорителям севера» для города Инта, осталась незавершённой.
Дмитрий Жилов жил в Москве по адресу: Сельскохозяйственная улица, дом 13/3. Умер в Москве 7 января 1959 года.

## Награды
- Медаль «За оборону Кавказа»[2]
- Медаль «За доблестный труд в Великой Отечественной войне 1941—1945 гг.»[2]

## Семья
- Жена — Анна Александровна Герасимова — зоотехник[2]
  - Дочь — Марина Дмитриевна Бернацкая (род. 1946) — художник-оформитель[2]
- Жена — Александра Ивановна Жилова (в девичестве Шуструйская) учитель, директор школы
  - Дети — Ирина Дмитриевна Жилова — гинеколог, Татьяна Дмитриевна Жилова — горный инженер, Юрий Дмитриевич Жилов — врач, профессор, зав. кафедрой (дочь Галина Юрьевна Жилова род. 1959), Аля (погибла в 16 лет)

## Сочинения
- Д. С. Жилов. Физиология пищеварения сельскохозяйственных животных. М.-Л., 1935.
- А. В. Васильев, Д. А. Епанешников, Д. С. Жилов, Е. Н. Мирумян, А. Д. Синещеков, Д. А. Скулов. Динамика пищеварительной деятельности телят в переходный период от молока к растительным кормам. Сб. «Физиология пищеварения сельскохозяйственных животных», М., 1935.
- Г. В. Федотов, Д. С. Жилов. Секреторная деятельность подчелюстных (слюнных) желез у лошади. «Физиологический журнал СССР имени И. М. Сеченова». Т. 17., вып. 1. 1939.